# Эрлих, Деви
Деви Эрлих (фр. Devy Erlih; 5 ноября 1928, Париж — 7 февраля 2012, Париж) — французский скрипач. Победитель конкурса имени Лонга и Тибо (1955).

## Биография
Родился в семье еврейских эмигрантов из Бессарабии, отец играл на скрипке, нае и цимбалах. В Париже родители руководили кафешантанным оркестром и с десятилетнего возраста Деви выступал с семьёй в ресторанах, будучи указанным на афишах как «Le petit Devy». С 1939 года брал уроки у Жюля Бушри.
В годы войны он вынужден был скрываться и продолжил учёбу лишь после освобождения. Окончив Парижскую консерваторию в 1946 году, он в том же году дебютировал на Променадных концертах в Лондоне концертом Феликса Мендельсона с Симфоническим оркестром BBC под управлением Бэзила Кэмерона. Исполнил скрипичную партию на премьере Второго скрипичного концерта Дариюса Мийо, японской премьере «L’arbre des songes» Анри Дютийё, был первым исполнителем произведений Анри Соге и Анри Томази. Особенно известен своими интерпретациями произведений Мориса Жарра и Андре Жоливе (на чьей дочери Кристин он был позднее женат вторым браком). В 1950-е гг. оставил ряд записей, включая концерты Иоганна Себастьяна Баха, Вольфганга Амадея Моцарта, Петра Ильича Чайковского, Белы Бартока, Арама Хачатуряна; среди более поздних записей — трио-сонаты Эдисона Денисова (1977).
Педагогическую карьеру Эрлих начал в 1968 г. в Марсельской консерватории. В 1982—1995 гг. был профессором Парижской консерватории, а затем до конца жизни преподавал в Нормальной школе музыки. Попал под грузовик по дороге на занятия.